# Go Kuroda
Go Kuroda (黒田 剛?, Kuroda Go; Sapporo, 26 maggio 1970) è un allenatore di calcio ed ex calciatore giapponese, tecnico del Machida Zelvia.

## Carriera

### Giocatore
Nella sua carriera come calciatore dilettante ha militato nel Noboribetsu Ōtani High School, società divenuta a partire dal 2012 Hokkaidō Ōtani Muroran High School e nell'Ōsaka University of Health and Sport Sciences.

### Allenatore
Nel 1992, all'età di 22 anni, ritiratosi dal calcio giocato decide di intraprendere la strada di allenatore. Nel 1993 inizia ad allenare i liceali dell'Hokkaidō Eniwa Kita High School, mentre nello stesso anno passa ad essere il coach dell'Hoshino Resort. Nel 1994 diviene allenatore del Aomori Yamada High School con la quale ottiene il suo primo trofeo conquistato nel 2005 vincendo la National High School Comprehensive Athletic Tournament Soccer Tournament. Nel 2016 vince due trofei di fila: l'All Japan High School Soccer Tournament e la Coppa Prince Takamado. Rimane legato al Aomori Yamada High School fino a ottobre 2022, dopo essere stato il loro allenatore per 28 anni.
Nel 2023 ricopre l'incarico di allenatore della sua prima squadra professionistica, il Machida Zelvia, club al suo ottavo anno consecutivo in J2 League, la seconda divisione nipponica. A fine stagione con il Machida Zelvia riesce ad ottenere la prima storica promozione nella massima serie giapponese. Viene confermato allenatore del Machida Zelvia per la stagione 2024.

## Palmarès

### Allenatore
- National High School Comprehensive Athletic Tournament Soccer Tournament: 1

Aomori Yamada High School: 2005
- All Japan High School Soccer Tournament: 3

Aomori Yamada High School: 2016, 2018, 2022
- Coppa Prince Takamado: 3

Aomori Yamada High School: 2016, 2019, 2022
- J2 League: 1

Machida Zelvia: 2023